# Twisted
Twisted is een Amerikaanse onafhankelijke filmkomedie uit 1996 onder regie van Seth Michael Donsky, die ook het verhaal schreef. Het verhaal is een alternatieve versie van dat in het boek Oliver Twist van Charles Dickens, maar dan in hedendaagser New York dat bol staat van drugsgebruik, prostituees en travestieten.

## Rolverdeling
| Acteur                | Personage |
| --------------------- | --------- |
| Anthony Crivello      |           |
| Elizabeth Franz       |           |
| William Hickey        |           |
| Ray Aranha            |           |
| Billy Porter          |           |
| David Norona          |           |
| Keivyn McNeill Grayes |           |
| Erik Jensen           |           |
| Sharlene Brown        |           |
| Elise Ballard         |           |
| Jean Loup Wolfman     |           |